# Cássia Rock Eller
Cássia Rock Eller é um álbum de covers, lançado pela cantora brasileira Cássia Eller em 2000, e que compila gravações já conhecidas de seu repertório e outras inéditas em sua voz, como Smells Like Teen Spirit.

## Faixas
| N.º            | Título                                            | Compositor(es)                              | Duração |  |
| 1.             | "Smells Like Teen Spirit"                         | Kurt Cobain, Dave Grohl e Krist Novoselic   | 5:15    |  |
| 2.             | "Vida Bandida"                                    | Lobão, Bernardo Vilhena                     | 3:11    |  |
| 3.             | "Pro Dia Nascer Feliz"                            | Cazuza, Frejat                              | 4:10    |  |
| 4.             | "Hear My Train a Coming"                          | Jimi Hendrix                                | 3:49    |  |
| 5.             | "Geração Coca-Cola"                               | Renato Russo                                | 2:12    |  |
| 6.             | "Não sei o que Eu Quero da Vida"                  | Hermelino Néder e Arrigo Barnabé            | 2:31    |  |
| 7.             | "Bete Balanço"                                    | Cazuza, Frejat                              | 4:08    |  |
| 8.             | "Woman is the Nigger of the World"                | John Lennon e Yoko Ono                      | 4:58    |  |
| 9.             | "Um Branco, um Xis, um Zero"                      | Marisa Monte; Arnaldo Antunes e Pepeu Gomes | 3:34    |  |
| 10.            | "Faça o que Quiser Fazer"                         | Felipe Cambraia; Lúcio Krops e Fábio Allman | 4:18    |  |
| 11.            | "Brasil"                                          | Cazuza                                      | 4:11    |  |
| 12.            | "If Six Was Nine"                                 | Jimi Hendrix                                | 7:49    |  |
| 13.            | "Malandragem"                                     | Cazuza                                      | 4:06    |  |
| 14.            | "Rainha da Noite / (I Can't Get No) Satisfaction" | Edson Cordeiro e The Rolling Stones         | 2:39    |  |
| Duração total: | Duração total:                                    | Duração total:                              | 56:53   |  |